# Saltillo (Missisipi)
Saltillo – miasto w Stanach Zjednoczonych, w stanie Missisipi, w hrabstwie Lee.